# Santuario de Nuestra Señora de Hornuez
El Santuario de Nuestra Señora de Hornuez está ubicado en el municipio de Moral de Hornuez, en la provincia de Segovia, comunidad autónoma de Castilla y León, España, a 2 km de su casco urbano. Recibió la catalogación de Bien de Interés Cultural, con categoría de monumento, el 21 de diciembre de 1995.

## Descripción

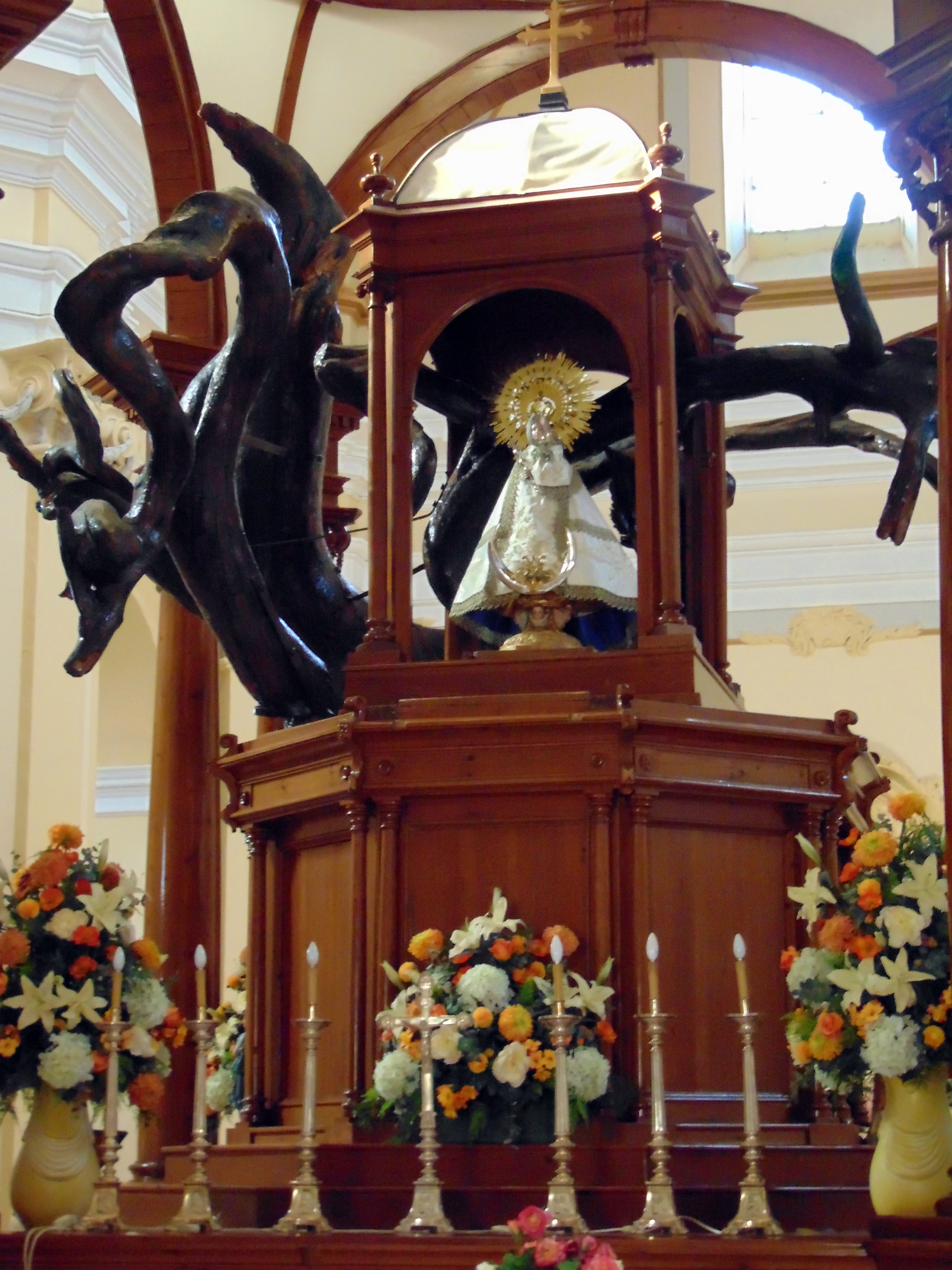
Virgen de Hornuez

Nuestra Señora de Hornuez es el santuario de la comunidad de villa y tierra de Maderuelo; se localiza a apenas 2 km de la población de Moral de Hornuez, en un entorno de gran belleza, sobre el que destaca su imponente silueta.
Barroco del siglo XVIII, tiene planta de cruz griega, inscrita en un cuadrado, con capillas en las esquinas, configurándose nueve espacios, que unen sus vértices por machones de sección compleja, formados por pilastras adosadas muy molduradas, con capiteles decorados con guirnaldas y frutos.
El espacio central se cubre con cúpula sobre pechinas y los brazos de la cruz con bóvedas de medio cañón con falsos lunetos, y las capillas con bóvedas vaídas.
En el centro, un baldaquino con templete octogonal, cobija la imagen de Nuestra Señora de Hornuez.
Su exterior, en mampostería con sillería en recercados y fachada principal, traduce la composición de la planta, distinguiéndose las diferentes alturas de los brazos de la nave y de las capillas, y el cimborrio octogonal en el centro.
La fachada principal se compone de tres cuerpos, el inferior se ordena con pilastras de orden gigante, con entrada de arco de medio punto en la parte baja y tres vanos adintelados en la superior. Por encima, separada mediante potente entablamiento, se dispone el cuerpo de campanas, más pequeño, en el que se repiten las pilastras adosadas, que enmarcan dos arcos de medio punto.
Se remata con un cuerpo más pequeño, coronado con frontón curvo y florón.